# 河谷地不容
河谷地不容（学名：Stephania intermedia）是防已科千金藤属的植物，是中国的特有植物。分布于中国大陆的云南等地，生长于海拔1,400米的地区，多生于炎热河谷多石的山坡上，目前尚未由人工引种栽培。
其种加词“intermedia”意为“中间的”。